# Vaux-devant-Damloup
Vaux-devant-Damloup är en kommun i departementet Meuse i regionen Grand Est (tidigare regionen Lorraine) i nordöstra Frankrike. Kommunen ligger i kantonen Charny-sur-Meuse som tillhör arrondissementet Verdun. År 2018 hade Vaux-devant-Damloup 76 invånare.

## Befolkningsutveckling
Antalet invånare i kommunen Vaux-devant-Damloup
| Referens: INSEE |